# Río Onega
El río Onega (del ruso: Pека Оне́га) está localizado en el óblast de Arcángel, en Rusia. Desagua en el mar Blanco. Tiene una longitud de 416 km y drena una cuenca hidrográfica de 56 900 km².
El sistema fluvial río Onega—lago Lacha—río Cert—lago Vozhe (Воже)—río Vózhega (Вожега) alcanza los 714 km.

## Geografía
El río Onega nace en el lago Lacha y fluye hacia el golfo de Onega, en el mar Blanco, al sudoeste de Arcángel. Se divide en el Gran Onega y el Pequeño Onega a 75 km de su estuario, para volver a juntarse antes de la desembocadura, lo que crea una gran isla plana.
Se hiela entre finales de octubre y principios de diciembre, y permanece bajo el hielo hasta mediados de abril o principios de mayo.
Las ciudades de Kárgopol y Onega están situadas sobre el río.
El Onega mueve anualmente dieciséis mil millones de metros cúbicos de agua, y hay que decir que su caudal de agua es superior a quinientos metros cúbicos por segundo.

## Hidrometría

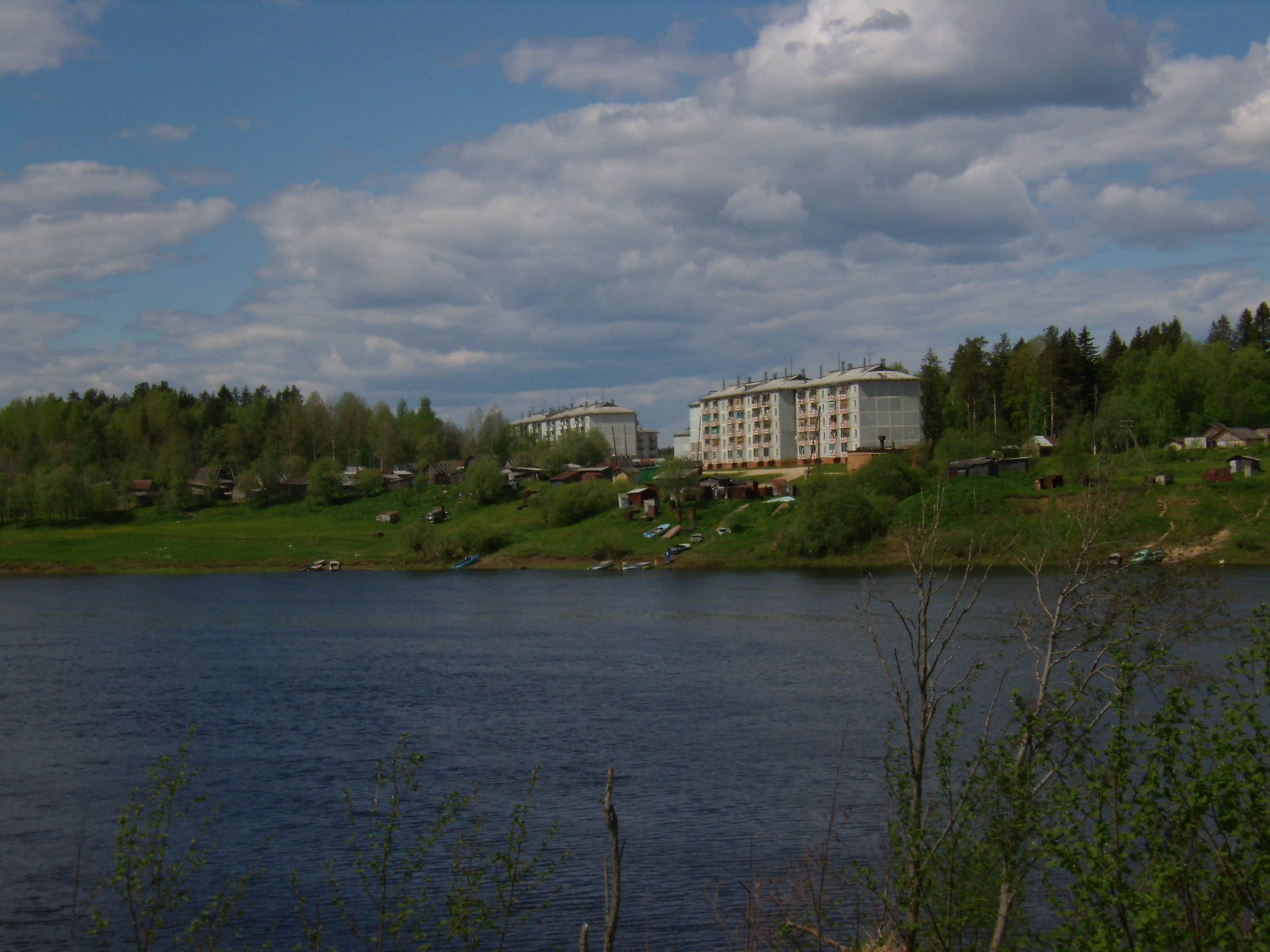
El río Onega a su paso por Severoonezhsk

El régimen del Onega es de tipo nivo-pluvial, con crecidas en primavera, sobre todo en mayo y junio, con su máximo en mayo, a causa del deshielo de la nieve y el hielo. Desde el mes de junio,el caudal baja rápidamente hasta el estiaje del mes de agosto. En septiembre el caudal remonta bajo el efecto de las precipitaciones otoñales, de ahí la pequeña cima en el gráfico en octubre. Esta crecida viene seguida de un período de aguas bajas en invierno, de diciembre a marzo -donde se encuentra el mínimo. El caudal del río ha sido observado durante 51 años (1943-93) en Porog, a 30 km de la desembocadura.
En Porog, el caudal interanual medio observado en este período fue de 496 m³/s para una cuenca de 55 700 km². La lámina de agua pasada por la cuenca del río se calcula como 281 mm por año, que se puede considerar bastante elevada.
| Caudal medio mensual del Onega en la estación (Datos calculados en 51 años, 1943-93, en m³/s) |
|                                                                                               |